# Dacine, Sloveanoserbsk
Dacine (în ucraineană Дачне) este un sat în așezarea urbană Frunze din raionul Sloveanoserbsk, regiunea Luhansk, Ucraina.

## Demografie
Componența lingvistică a localității Dacine
     Ucraineană (100%)
Conform recensământului din 2001, toată populația localității Dacine era vorbitoare de ucraineană (100%).